# Національний музей Пакистану
Національний музей Пакистану (урду قومی عجائب گھر پاکِستان) — громадський музей, розташований у Карачі, Пакистан.

## Історія
Національний музей Пакистану був заснований у Фрер-Голлі в 1951 році замість недіючого Музею Вікторії. Сам Фрер-Голл був побудований у 1865 році як данина серу Бартлу Фреру, комісару Сінда в XIX столітті. Після урочистого відкриття музею уряд Пакистану вирішив у 1950 році створити дорадчу раду, головним обов'язком якої було консультування музею з питань збагачення його колекції шляхом нових придбань і придбання предметів старовини та творів мистецтва. У 1970 році музей було переведено до теперішнього приміщення, розташованого в Бернс-Гарден.

## Галереї

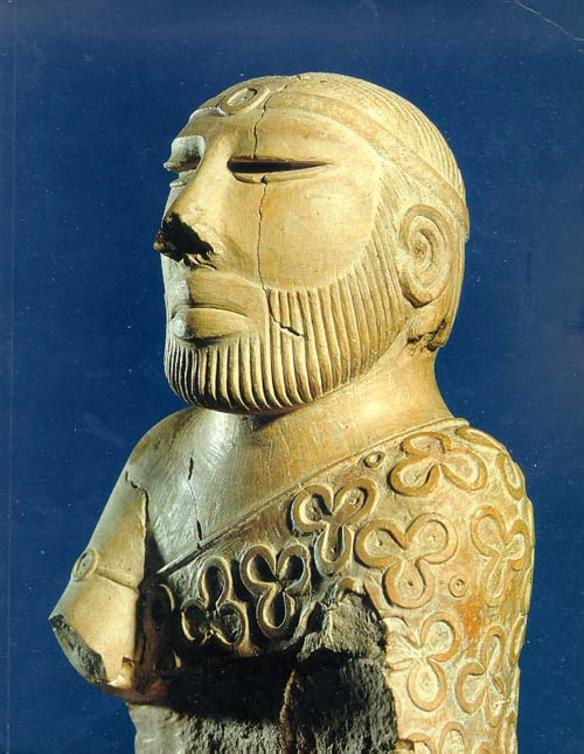
Цар-жрець, культовий твір мистецтва Індської цивілізації; 2400—1900 рр. до н. е.; стеатит; висота: 17,5 см; Національний музей Пакистану (Карачі)

У 1970 році в музеї було лише чотири галереї. З часом музей розрісся, і зараз в будівлі розміщено одинадцять галерей, включаючи «Галерею Корану». У Національному музеї зберігається понад 300 примірників Корану, з яких близько 52 рідкісних рукописів виставлені на загальний огляд. Музей також містить важливу колекцію предметів, пов'язаних з культурною спадщиною Пакистану. Деякі інші галереї демонструють артефакти Індської цивілізації, скульптури цивілізації Гандхара, ісламське мистецтво, мініатюрні картини, стародавні монети та рукописи, що документують політичну історію Пакистану. Є також Етнологічна галерея зі статуями в натуральну величину представників різних етносів, що мешкають у чотирьох провінціях сучасного Пакистану.
У музеї є колекція печаток і статуй, знайдених на місці Мохенджо-Даро, зокрема, статуя так званого царя-жреця, теракотові іграшки та багато гербових печаток. Він також показує деякі стародавні монети, знайдені в тій Гіджрі, і деякі речі національних героїв Пакистану: перо Куайда-е-Азама, наручники та меч; Особисте крісло та ручка Аллами Ікбала; особиста пляшка для ітара, годинник і палиця Ліаката Алі Хана. Є галереї, що демонструють одяг, який шили мусульмани, гончарні вироби, які робили люди, окуляри, виготовлені мусульманами, і техніку, яку використовували.

## Колекція
Музей має колекцію з 58 тисяч старовинних монет (деякі датовані 74 роком гіджри) і сотні добре збережених скульптур. Близько 70 тисяч публікацій, книг та інших матеріалів для читання Департаменту археології та музеїв також були передані до Національного музею, щоб їх могла побачити широка громадськість. Щороку Національний музей проводить близько десяти виставок, приурочених до національних свят та з інших нагод.

## Послуги
Для підтримання експонатів музею в належному стані при ньому працює консерваційна лабораторія. На території музею є глядацький зал на 250 місць.